# Deltistes luxatus
Deltistes luxatus är en fiskart som först beskrevs av Cope, 1879.  Deltistes luxatus ingår i släktet Deltistes och familjen Catostomidae. IUCN kategoriserar arten globalt som starkt hotad. Inga underarter finns listade i Catalogue of Life.